# Ichthyosauromorpha
Infra-classe
Les Ichthyosauromorpha (les ichthyosauromorphes) sont une infra-classe ou un clade, selon les classifications, fossile de reptiles marins. Ils se répartissent entre les Ichthyosauriformes et les Hupehsuchia, qui vivaient tous au Mésozoïque.

## Présentation
Le clade Ichthyosauromorpha a été défini par Ryosuke Motani et. al. en 2014 comme le groupe contenant le dernier ancêtre commun d'Ichthyosaurus communis et de Hupehsuchus nanchangensis, et tous leurs descendants. Leurs traits communs incluent la présence d'une crête dans la partie antérieure de l'humerus et du radius; la terminaison de l'ulna (ou cubitus) est aussi large ou plus large que l'extrémité supérieure, le membre avant est aussi long ou plus long que le membre postérieur, la main faisant au moins les trois quarts de la  longueur du bras et de l'avant-bras combinés, la fibula (ou péroné) s'étend derrière le niveau de l'os de la cuisse, et le processus transverse de l'arc neural des vertébres est réduit ou absent.
Les ichthyosauromorphes sont probablement originaires de Chine durant la période du Trias inférieur, il y a environ 248 million d'années. Une branche était constistuée des Hupehsuchia, tandis que l'autre était formée des Ichthyosauriformes, parmi lesquels Cartorhynchus était un membre basal. Il y avait d'autres ichthyosauriformes, comme les Ichthyopterygia, un groupe contenant les Ichthyosauria et leurs alliés. Les derniers ichthyosaures ont probablement disparu au milieu du Crétacé.

## Taxonomie
- Clade Ichthyosauromorpha
  - Order Hupehsuchia
  - Clade Ichthyosauriformes
    - Clade Nasorostra
    - Superorder Ichthyopterygia

## Phylogénie
La structure phylogénétique interne des ichthyosauromorphes est montrée sur ce cladogramme:
|                    | Hupehsuchia                                                    |
|                    |                                                                |
| Ichthyosauriformes | \| \| Nasorostra \| \| \| \| \| \| Ichthyopterygia \| \| \| \| |
|                    | \| \| Nasorostra \| \| \| \| \| \| Ichthyopterygia \| \| \| \| |
|                    | Nasorostra                                                     |
|                    |                                                                |
|                    | Ichthyopterygia                                                |
|                    |                                                                |

|  | Nasorostra      |
|  |                 |
|  | Ichthyopterygia |
|  |                 |